# اوباش نوجوان: نوستالژی
اوباش نوجوان: نوستالژی (به انگلیسی: Young Thugs: Nostalgia) فیلمی به کارگردانی تاکاشی میکه محصول سال ۱۹۹۸ است.
داستان این فیلم دربارهٔ زندگی پسری است در خانه و مدرسه با تمرکز بر ظهور درک بزرگسالانه در وی که تاکنون اغلب در دنیایی خیالی زندگی می‌کرده است. فیلمی دربارهٔ دوران بلوغ که میکه آن را در میان کارهایش فیلم مورد علاقه‌اش می‌داند.